# 荔波红瘤果茶
荔波红瘤果茶（学名：Camellia rubimuricata）为山茶科山茶属的植物。分布在中国大陆的贵州等地，生长于海拔700米至850米的地区，一般生长在石灰岩山地常绿林中。